# Venezillo canariensis
Venezillo canariensis es una especie de crustáceo isópodo terrestre de la familia Armadillidae.

## Distribución geográfica
Es endémica de las islas Canarias orientales (España).